# Azione di Wager
L'azione di Wager (nota anche coi nomi di Battaglia di Barù, Prima battaglia di Cartagena o Azione di Cartagena) fu un confronto navale avvenuto l'8 giugno 1708 tra uno squadrone della marina del Regno di Gran Bretagna al comando di Charles Wager e la flotta spagnola del tesoro, conflitto parte della Guerra di successione spagnola.

## Preludio
Nella primavera del 1708 Charles Wager intraprese una spedizione nei Caraibi con uno squadrone di quattro navi:
- Expedition (70 cannoni), capitano Henry Long
- Kingston (60), capitano Simon (Timothy) Bridges
- Portland (50), capitano Edward Windsor
- Vulture (50), nave incendiaria al comando del comandante Caesar Brooks

Nell'aprile di quello stesso anno lo squadrone fece rifornimento sulla piccola isola di Pequeña Barú, parte delle Isole Rosario, a 30 miglia da Cartagena. Qui gli spagnoli si accorsero della loro presenza ed il governatore di Cartagena inviò degli allarmi alla flotta spagnola ancorata a Portobelo.
Ciò nonostante, il comandante della flotta tesoriera, José Fernández de Santillán, decise di salpare da Portobelo verso Cartagena il 28 maggio. Egli non poteva aspettare oltre dal momento che la stagione degli uragani era ormai incombente oltre al fatto che la loro scorta al comando di Jean du Casse li stava attendendo a L'Avana e aveva minacciato di partire senza di loro.
La flotta spagnola era composta da quattordici navi mercantili, una caravella armata leggera e tre navi da guerra come scorta:
- San José (64), capitano Santillán
- San Joaquín (64), capitano Villanueva
- Santa Cruz (44), capitano de la Rosa

L'oro e l'argento che la flotta spagnola trasportava erano concentrati sui tre vascelli più grandi. La San José trasportava tra i 7 e gli 11 milioni di pesos a bordo, mentre la San Joaquín 5 milioni. La Santa Cruz aveva il resto.

## La battaglia
La flotta spagnola raggiunse l'Isla de Barú la sera del 7 giugno e li si ancorò. Il giorno successivo vi era poco vento, e attorno alle 15:00 le navi notarono l'avvicinamento dello squadrone di Wager. Gli spagnoli presero subito posizioni difensive, ma gli inglesi sapevano di dover attaccare prevalentemente le navi più grandi dal momento che quelle erano quelle che trasportavano il maggior quantitativo di denaro.
La Kingston attaccò la San Joaquín attorno alle 17:00 la quale, dopo una battaglia di due ore, fuggì nella notte con l'aiuto della Concepción che tenne impegnate le navi avversarie.
La Expedition attaccò la San José e si avvicinò al vascello col chiaro intento di abbordare la nave. Attorno alle 19:00, dopo un'ora e mezza di feroci combattimenti e con soli 60 metri tra le due navi, improvvisamente la San José affondò. La nave iniziò infatti ad imbarcare acqua per i danni subiti, portando con sé il suo prezioso carico e gran parte della ciurma sul fondo del mare. I sopravvissuti furono solo 11 sui 600 dell'equipaggio a bordo.
Ormai era notte, ma c'era la luna piena e Wager riuscì a intravedere la Santa Cruz alle 2:00. Dopo una breve battaglia, con 14 inglesi e 90 spagnoli morti, la Santa Cruz venne catturata; ad ogni modo, essa non aveva tesoro governativo a bordo e vennero reperite solo 13 ceste di pezzi da otto e 14 lingotti d'argento di proprietà privata.
All'alba, gli inglesi scoprirono la posizione della San Joaquín, e Wager ordinò alla Kingston ed alla Portland di catturare la nave. Dopo alcuni salve di colpi, comunque la San Joaquín riuscì a portarsi in direzione del porto di Cartagena e gli inglesi decisero di non inseguirla per via dei cannoni dei forti dell'avamposto.
Il resto della flotta spagnola raggiunse Cartagena intatta, ad eccezione della Concepción la quale, accerchiata dagli inglesi, si arenò sull'Isla de Baru dove l'equipaggio incendiò la nave.

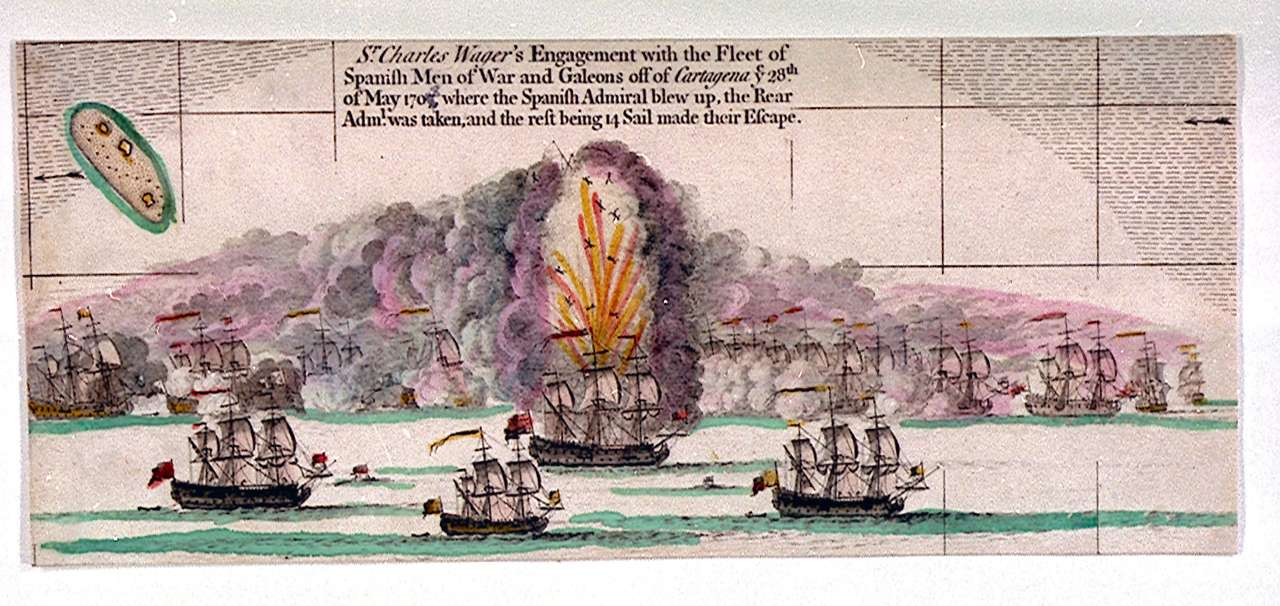
L'ingaggio di Charles Wager con la flotta di Men of War e galeoni spagnoli al largo di Cartagena il 28 maggio 1708

## Conseguenze
Gli inglesi distrussero tre navi spagnole ed evitarono che la flotta spagnola trasportasse altro oro ed argento verso l'Europa, finanziando così gli sforzi colonizzatori di Francia e Spagna nel Nuovo Mondo. Charles Wager divenne un uomo molto ricco, ma sapeva che con la cattura della San Joaquín avrebbe potuto ottenere molto di più. I capitani Bridges e Windsor dovettero affrontare la corte marziale per averla lasciata fuggire.

## Il tesoro dellaSan José
Il tesoro trasportato a bordo della San José venne stimato all'epoca in 7 000 000 di pesos (corrispondenti a circa 1 000 000 000 000 di dollari statunitensi attuali), somma che, con la nave colata a picco, si trova ancora oggi sul fondo del mare, in oro ed in argento. Il tesoro è stato identificato nel 2015 e si pensa che abbia attualmente il valore di 4 000 000 000 000 di dollari statunitensi e che un carico simile potesse essere collocato sulla sua nave sorella, la San Joaquín. La San José è stata definita come il "Santo Graal dei relitti".
Un gruppo di investitori degli Stati Uniti chiese l'intervento della Glocca Mora Co. per operare in un'operazione denominata Sea Search Armada (SSA) che disse di aver ritrovato il relitto della nave presso le coste della Colombia nel 1981, ma lo stato colombiano si rifiutò di riconoscere il 65% della somma spettante agli stessi investitori e proibì alla SSA di continuare le operazioni per il recupero del relitto. Il parlamento colombiano passò quindi una legge che concedeva allo stato il diritto di possesso dell'intera somma ritrovata, lasciando alla SSA solo il 5% del valore, che comunque doveva essere tassato come da legge al 45%. La SSA fece causa alla Colombia nel 1989. La disputa legale sui diritti relativi al tesoro è ripresa nel luglio del 2007 quando la Suprema Corte della Colombia ha concluso che qualsiasi tesoro ritrovato sul suolo nazionale debba essere equamente ripartito tra il governo colombiano ed i suoi scopritori. la SSA ha quindi citato lo stato colombiano presso le corti statunitense venendo rigettata la richiesta due volte, nel 2011 e nel 2015 per questioni tecniche, ma facendo propendere infine la corte statunitense a ritenere che il galeone sia da ritenersi a tutti gli effetti proprietà dello stato colombiano.
Il 27 novembre 2015, il galeone San José venne ufficialmente scoperto dalla Marina Colombiana anche se il suo ritrovamento non fu annunciato dal presidente Juan Manuel Santos sino al 5 dicembre. La scoperta venne resa possibile utilizzando un veicolo subacqueo autonomo, il REMUS 6000. L'identificazione del ritrovamento è stata messa in dubbio da molti. Fotografie e archeologi marini colombiani hanno identificato la San José da un unico cannone in bronzo con dei delfini incisi. La Colombia ha dichiarato il galeone come parte del proprio patrimonio sommerso e ha classificato le informazioni sul luogo del ritrovamento come segreto di stato.